# 吴登佩敏

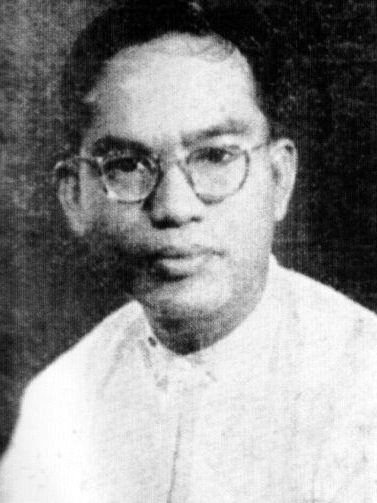
登佩敏

登佩敏（1914年7月10日—1978年1月15日），又名德钦登佩，缅甸政治家、作家、记者。
出生在上缅甸的实皆省。1935年毕业于仰光大学，在大学学习期间担任德钦党秘书。作为一个作家，他迅速成为缅甸左翼运动的领军发言人，在反对英国殖民运动的时候，成为学生运动的重要人物。
二战爆发后，日本占领缅甸，登佩敏是少数几个拒绝和日本人合作的独立运动人士之一，转入地下活动。后来加入缅甸共产党，成为总书记。1958年，在仰光创办缅文报纸《博德唐》，宣扬左翼思想。